# Andrés Fontecilla
Pour les articles homonymes, voir Fontecilla.
Andrés Fontecilla, né le 20 septembre 1967 à Santiago, Chili, est un homme politique québécois. 
Membre de Québec solidaire, il en a été le président et porte-parole extra-parlementaire du 5 mai 2013 au 21 mai 2017. Depuis l'élection générale de 2018, il est député de la circonscription de Laurier-Dorion à l'Assemblée nationale du Québec. Il est le porte-parole de son parti pour les sujets relatifs à l’immigration et au logement.

## Biographie

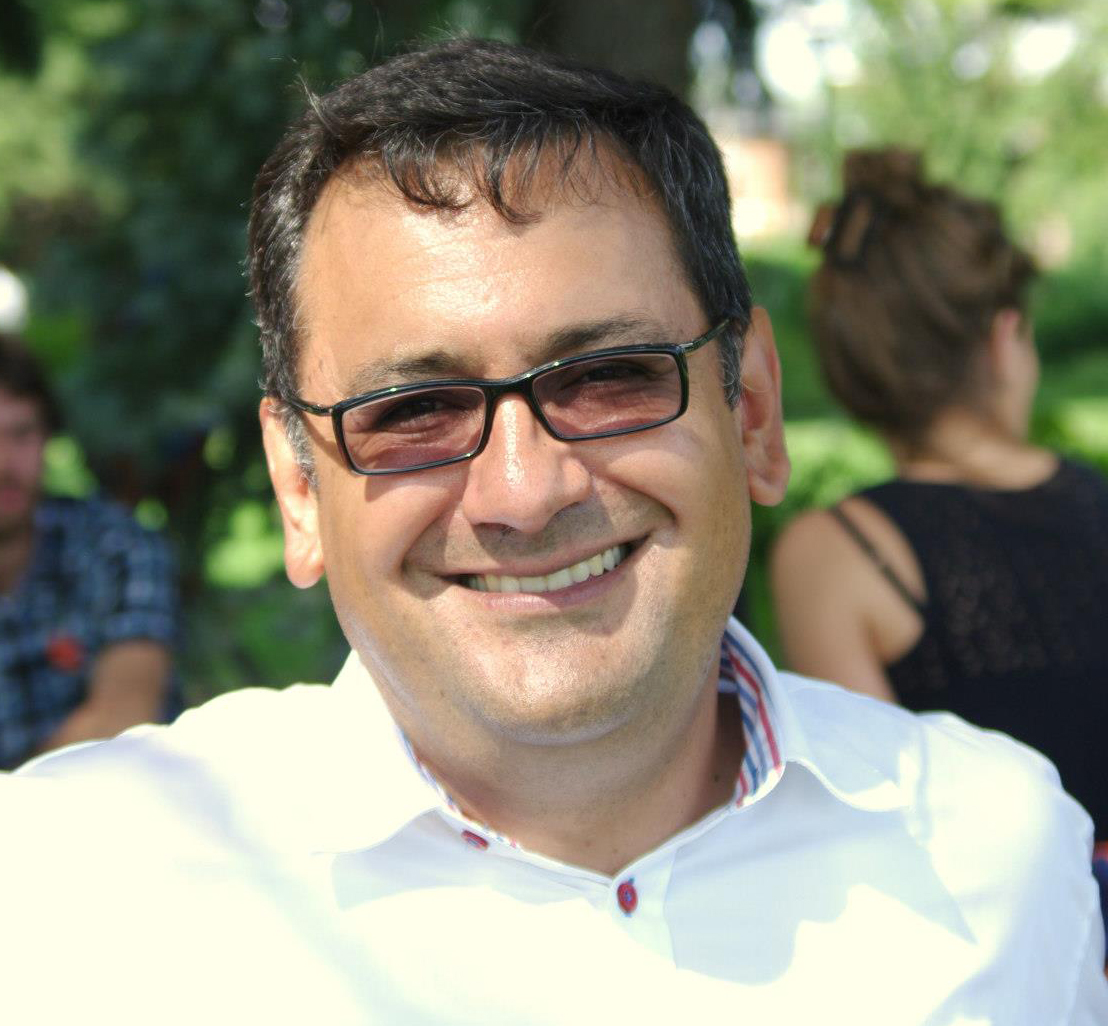
Andrés Fontecilla en 2013

Né au Chili, Andrés Fontecilla émigre au Québec avec sa famille en 1981. Alors adolescent, il fait partie des nombreux exilés fuyant la dictature du général Augusto Pinochet. Dès lors, il milite dans différents comités prônant la démocratie dans son pays natal, mais aussi dans d'autres pays d'Amérique latine.
Il termine ses études secondaires à la polyvalente Père-Marquette et entame des études collégiales au cégep de Saint-Laurent. Il y fonde l’Association pour la solidarité internationale, qui milite pour l'égalité et le dialogue entre les peuples. Il s’implique également dans le mouvement étudiant et prend une part active aux grèves étudiantes de 1986.
Il poursuit ensuite des études d'anthropologie à l’Université de Montréal, où il est élu président de l’association étudiante de son département et défend notamment la gratuité scolaire.
Au milieu des années 1990, il est observateur des droits de la personne pour les Nations unies en Haïti durant un an. 
À partir de 1998, il travaille comme coordonnateur du Conseil communautaire Solidarités Villeray, un regroupement d’organismes communautaires luttant contre la pauvreté. Son but est de permettre de faire des organismes populaires et communautaires de véritables acteurs dans l’évolution du quartier.

## Engagement politique
Membre de l'Union des forces progressistes dès sa fondation, il est candidat du parti dans Laurier-Dorion lors de l'élection partielle québécoise de 2004. Il termine troisième avec 4,77 % des voix, largement distancé par le Parti québécois (46,09 %) et le Parti libéral (43,15 %).
Lorsque l'UFP se fonde dans Québec solidaire, il s'y engage tout autant. Lors des élections générales québécoises de 2012, il est de nouveau candidat dans Laurier-Dorion. Il termine de nouveau troisième, mais en obtenant cette fois-ci 24,33 % (7844 voix) - comparativement à 13,08 % à l'élection de 2008 (2963 voix) - derrière le Parti libéral (34,08 %) et le Parti québécois (26,44 %).
À la suite de cette élection générale, les deux députés de Québec solidaire sont porte-parole, ce qui contrevient au statut du parti. Amir Khadir décide donc de démissionner, ouvrant la porte à une course à la chefferie pour le poste de porte-parole extra-parlementaire. Françoise David annonce, de son côté, qu'elle souhaite quitter la présidence du parti pour laisser le poste au futur porte-parole. 
Quatre candidats se déclarent à la candidature : Andrés Fontecilla, Alexandre Leduc, David Fortin Côté et Yvan Zanetti. Le 5 mai 2013, à la suite du 9e congrès de Québec solidaire, Andrés Fontecilla est élu co-porte-parole et président de Québec solidaire.

## Résultats électoraux
|                                                                                               | Nom                         | Parti            | Nombre de voix | %      | Maj.  |
| --------------------------------------------------------------------------------------------- | --------------------------- | ---------------- | -------------- | ------ | ----- |
|                                                                                               | Andrés Fontecilla (sortant) | Québec solidaire | 13 323         | 48,8 % | 7 979 |
|                                                                                               | Deepak Awasti               | Libéral          | 5 344          | 19,6 % | -     |
|                                                                                               | Vicki Marcoux               | Coalition avenir | 3 203          | 11,7 % | -     |
|                                                                                               | Maxime Larochelle           | Parti québécois  | 2 800          | 10,3 % | -     |
|                                                                                               | Guy Diotte                  | Conservateur     | 1 512          | 5,5 %  | -     |
|                                                                                               | Amir Khan                   | Bloc Montréal    | 480            | 1,8 %  | -     |
|                                                                                               | Ismaila Marega              | Vert             | 332            | 1,2 %  | -     |
|                                                                                               | Amélie Villeneuve           | Parti culinaire  | 157            | 0,6 %  | -     |
|                                                                                               | Mathieu Marcil              | Parti nul        | 77             | 0,3 %  | -     |
|                                                                                               | Anthony Van Duyse           | Climat Québec    | 75             | 0,3 %  | -     |
| Total                                                                                         | Total                       | Total            | 27 303         | 100 %  |       |
| Le taux de participation lors de l'élection était de 61,6 % et 391 bulletins ont été rejetés. |                             |                  |                |        |       |

|                                                                                               | Nom                                                           | Parti               | Nombre de voix | %      | Maj.  |
| --------------------------------------------------------------------------------------------- | ------------------------------------------------------------- | ------------------- | -------------- | ------ | ----- |
|                                                                                               | Andrés Fontecilla                                             | Québec solidaire    | 14 226         | 47,3 % | 5 301 |
|                                                                                               | George Tsantrizos                                             | Libéral             | 8 925          | 29,7 % | -     |
|                                                                                               | Simon Langelier                                               | Coalition avenir    | 2 664          | 8,9 %  | -     |
|                                                                                               | Marie-Aline Vadius                                            | Parti québécois     | 2 344          | 7,8 %  | -     |
|                                                                                               | Apostolia Petropoulos                                         | NPD Québec          | 574            | 1,9 %  | -     |
|                                                                                               | Juan Vazquez                                                  | Vert                | 530            | 1,8 %  | -     |
|                                                                                               | Mohammad Yousuf                                               | Conservateur        | 354            | 1,2 %  | -     |
|                                                                                               | Chef Jean Louis Thémis (Jean-Louis Thémistocle Randriantiana) | Parti culinaire     | 169            | 0,6 %  | -     |
|                                                                                               | Mathieu Marcil                                                | Parti nul           | 137            | 0,5 %  | -     |
|                                                                                               | Hugô St-Onge                                                  | Bloc pot            | 73             | 0,2 %  | -     |
|                                                                                               | Eric Lessard                                                  | Citoyens au pouvoir | 60             | 0,2 %  | -     |
|                                                                                               | Arezki Malek                                                  | Marxiste-léniniste  | 35             | 0,1 %  | -     |
| Total                                                                                         | Total                                                         | Total               | 30 091         | 100 %  |       |
| Le taux de participation lors de l'élection était de 63,6 % et 375 bulletins ont été rejetés. |                                                               |                     |                |        |       |

|                                                                                               | Nom                        | Parti              | Nombre de voix | %      | Maj.  |
| --------------------------------------------------------------------------------------------- | -------------------------- | ------------------ | -------------- | ------ | ----- |
|                                                                                               | Gerry Sklavounos (sortant) | Libéral            | 15 566         | 46,2 % | 6 236 |
|                                                                                               | Andrés Fontecilla          | Québec solidaire   | 9 330          | 27,7 % | -     |
|                                                                                               | Pierre Céré                | Parti québécois    | 5 369          | 15,9 % | -     |
|                                                                                               | Valérie Assouline          | Coalition avenir   | 2 431          | 7,2 %  | -     |
|                                                                                               | Jeremy Tessier             | Vert               | 482            | 1,4 %  | -     |
|                                                                                               | Miguel Tremblay            | Option nationale   | 263            | 0,8 %  | -     |
|                                                                                               | Hugô St-Onge               | Bloc pot           | 143            | 0,4 %  | -     |
|                                                                                               | Peter Macrisopoulos        | Marxiste-léniniste | 116            | 0,3 %  | -     |
| Total                                                                                         | Total                      | Total              | 33 700         | 100 %  |       |
| Le taux de participation lors de l'élection était de 72,6 % et 429 bulletins ont été rejetés. |                            |                    |                |        |       |

|                                                                                               | Nom                        | Parti                  | Nombre de voix | %      | Maj.  |
| --------------------------------------------------------------------------------------------- | -------------------------- | ---------------------- | -------------- | ------ | ----- |
|                                                                                               | Gerry Sklavounos (sortant) | Libéral                | 10 987         | 34,1 % | 2 463 |
|                                                                                               | Badiona Bazin              | Parti québécois        | 8 524          | 26,4 % | -     |
|                                                                                               | Andrés Fontecilla          | Québec solidaire       | 7 844          | 24,3 % | -     |
|                                                                                               | Marie Josée Godbout        | Coalition avenir       | 3 154          | 9,8 %  | -     |
|                                                                                               | Miguel Tremblay            | Option nationale       | 912            | 2,8 %  | -     |
|                                                                                               | Danny Polifroni            | Vert                   | 480            | 1,5 %  | -     |
|                                                                                               | David H. Cherniak          | Indépendant            | 119            | 0,4 %  | -     |
|                                                                                               | Peter Macrisopoulos        | Marxiste-léniniste     | 100            | 0,3 %  | -     |
|                                                                                               | Yves Pageau                | Coalition constituante | 66             | 0,2 %  | -     |
|                                                                                               | Michel Dugré               | Sans désignation       | 50             | 0,2 %  | -     |
| Total                                                                                         | Total                      | Total                  | 32 236         | 100 %  |       |
| Le taux de participation lors de l'élection était de 70,2 % et 357 bulletins ont été rejetés. |                            |                        |                |        |       |

|                                                                                                | Nom                | Parti               | Nombre de voix | %      | Maj. |
| ---------------------------------------------------------------------------------------------- | ------------------ | ------------------- | -------------- | ------ | ---- |
|                                                                                                | Elsie Lefebvre     | Parti québécois     | 7 573          | 46,1 % | 483  |
|                                                                                                | Voula Neofotistos  | Libéral             | 7 090          | 43,2 % | -    |
|                                                                                                | Andrés Fontecilla  | UFP                 | 783            | 4,8 %  | -    |
|                                                                                                | Enrique Colindres  | Action démocratique | 460            | 2,8 %  | -    |
|                                                                                                | Philippe Morlighem | Vert                | 379            | 2,3 %  | -    |
|                                                                                                | Sonia Bélanger     | Indépendant         | 145            | 0,9 %  | -    |
| Total                                                                                          | Total              | Total               | 16 430         | 100 %  |      |
| Le taux de participation lors de l'élection était de 35,24 % et 171 bulletins ont été rejetés. |                    |                     |                |        |      |